# Écheveau
Écheveau war die französische Bezeichnung für ein Garnmaß, das auf Stränge angewendet wurde. 
Beim Aufwinden des Garns auf die Zählhaspel oder Weife wurde nacheinander jeweils eine regional unterschiedliche Anzahl sogenannter Faden (französisch Fil) zu einem Gebinde – französisch Portée oder Echevette genannt – verschnürt oder abgebunden (daher der Name „Gebinde“). In Sedan und Elbeuf wurde das Gebinde als Macque bezeichnet. Eine bestimmte Menge von Gebinden bildete schließlich den fertigen Garnstrang. Ein Faden wurde durch eine volle Umdrehung einer Haspel abgemessen. Die Fadenlänge war daher vom Umfang der Haspel abhängig, der wiederum auch vom Material des zu messenden Garnes bestimmt wurde. 

## Altes Maß
Bei Leinen-, Hanf- und Wollgarnen wurde noch nach der alten Haspel gerechnet. Die Anzahl der Stränge pro altem Pfund (ponds de marc) mit 489,5 Gramm, später pro 500 Gramm, bestimmte die Garnnummer.
- 1 Quartier/Quart (Viertel) = 12 ½ Portées = 3200 Aunes = 6508 hannoversche Ellen = 3803 Meter[1]

## Neues Maß
Nach dem neueren metrischen System waren in Maschinenspinnereien
- 1 Fil = 2,743 Meter = 3 Yards
- 1 Échevette = 100 Fils = 275 Meter (in der Praxis gerundet) = 300 Yards
- 1 Écheveau =  12 Échevettes = 3300 Meter = 3600 Yards
- 1 Paquet = 100 Écheveau = 6 englische Bündel

oder
- 1 Fil = 2,286 Meter = 2 ½ Yards
- 1 Échevette = 120 Fils

## Andere Bezeichnungen für das Maß von Strängen
- Geschleif
- Hank
- Lopp
- Roof
- Schneller
- Toll
- Zaspel